# Кладбище Реколета
Кладбище Реколе́та (исп. Cementerio de La Recoleta) — кладбище, расположенное в одноимённом районе Буэнос-Айреса. Место погребения многих знаменитых аргентинцев. Некоторые погребения признаны историческими памятниками.

## История
В начале XVIII века на окраинах тогдашнего Буэнос-Айреса поселились аскеты-францисканцы. Они основали монастырь, в 1732 году построили церковь Эль-Пилар и кладбище Реколета при ней. Местность получила название Реколета (от испанского Recoleta  — аскетичный).
В 1822 году монашеский орден был распущен и 17 ноября этого же года монастырские земли были превращены в первое публичное кладбище в Буэнос-Айресе. Основателями кладбища считаются тогдашний губернатор Мартин Родригес и министр его правительства Бернардино Ривадавия.
В 1870-х года из-за эпидемии жёлтой лихорадки многие зажиточные жители Буэнос-Айреса переселились из районов Сан-Тельмо и Монсеррат в северную часть города, Реколету. Так как район Реколета стал престижным, его кладбище также стало последним пристанищем для многих жителей города из высшего света.

## Известные личности, похороненные на кладбище

### Президенты Аргентины

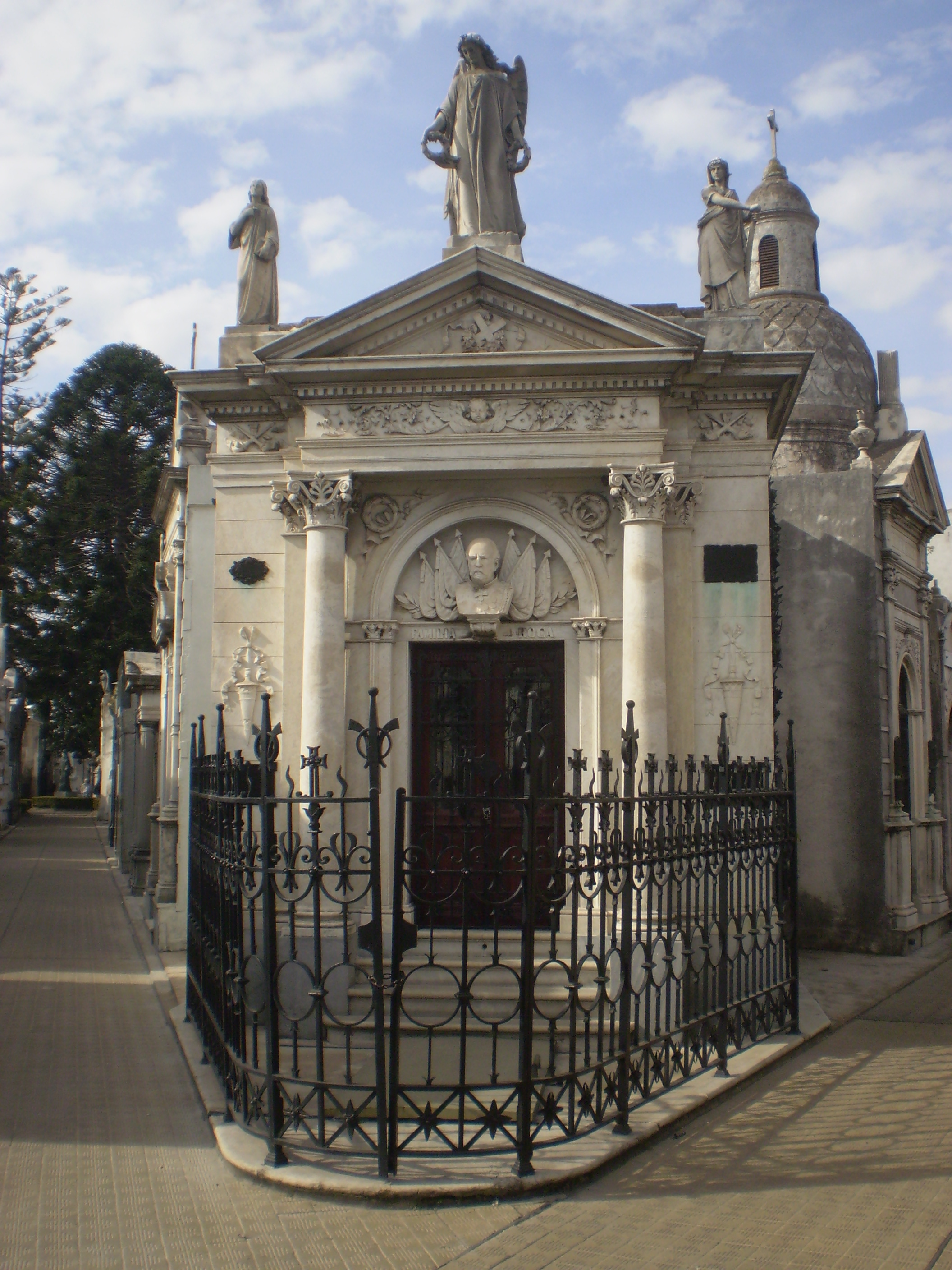
Гробница президента Хулио Рока

- Висенте Лопес и Планес
- Доминго Фаустино Сармьенто
- Эдуардо Лонарди
- Бартоломе Митре
- Николас Авельянеда
- Педро Арамбуру
- Хулио Рока
- Луис Саэнс Пенья
- Роке Саэнс Пенья
- Рауль Альфонсин
- Иполито Иригойен
- Артуро Умберто Ильиа
- Артуро Росон
- Марсело Торкуато де Альвеар
- Хуан Хосе Вьямонте
- Карлос Пеллегрини
- Мануэль Кинтана
- Хосе Феликс Урибуру
- Хосе Эваристо Урибуру

### Другие

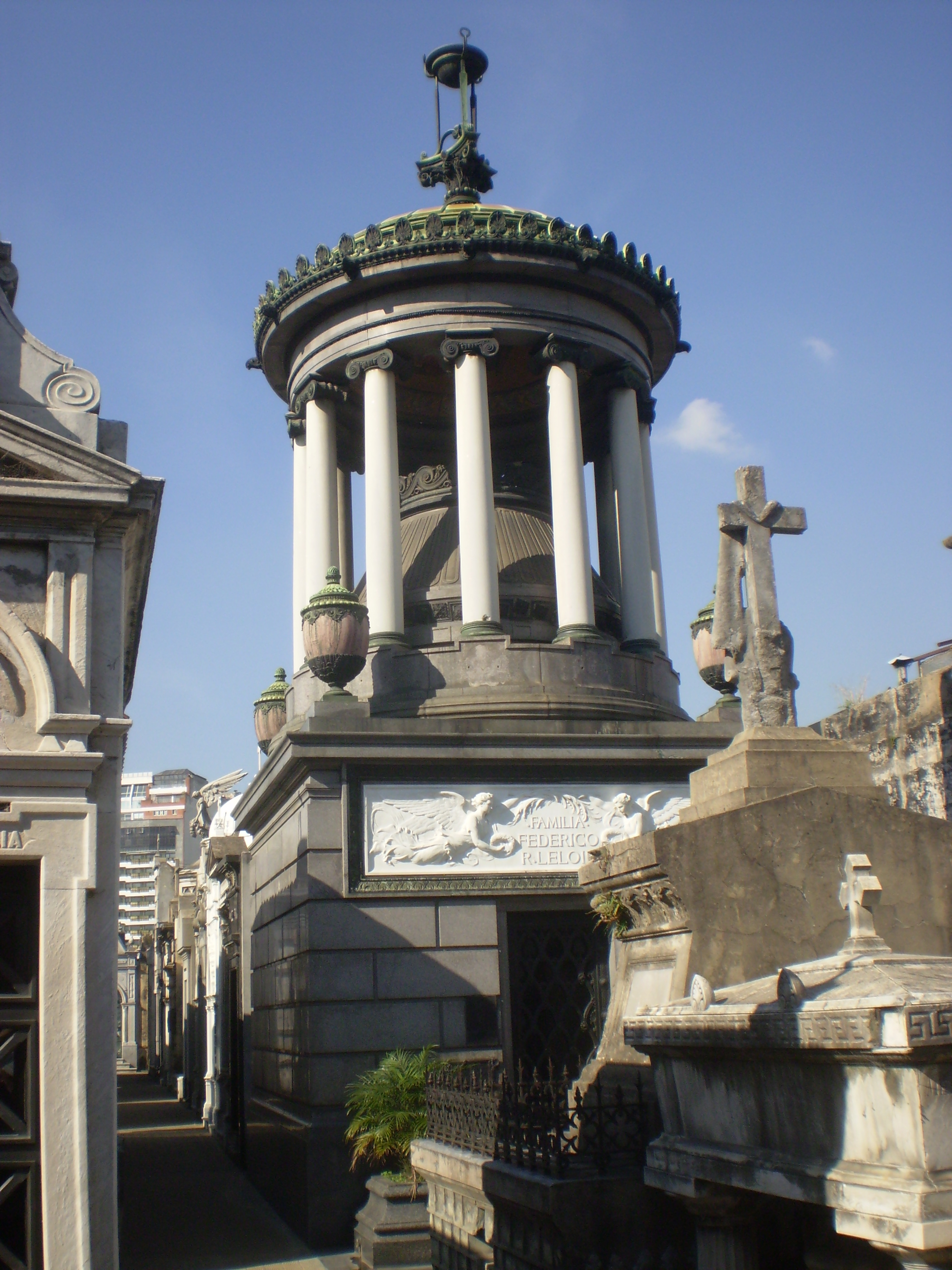
Гробница нобелевского лауреата Луиса Лелуара

- Хуан Баутиста Альберди, политический деятель
- Луис Аготе, врач
- Иларио Аскасуби, поэт, политический и дипломатический деятель
- Адольфо Биой Касарес, писатель
- Рауль Боррас, политик
- Нора Борхес, художница, сестра писателя Хорхе Луиса Борхеса
- Уильям Браун, военный, родоначальник аргентинского флота
- Гутьеррес, Эдуардо , писатель
- Хулио Дормаль, архитектор
- Мануэль Доррего, губернатор Буэнос-Айреса
- Кальво, Карлос, дипломат, юрист-международник
- Кандидо Лопес, аргентинский художник
- Хуан Мануэль де Росас, политический деятель
- Хуан Гало де Лавалье, военный, политический и государственный деятель
- Нора Ланге, писательница
- Луис Лелуар, врач, лауреат Нобелевской премии
- Франсиско Морено, учёный
- Виктория Окампо, писательница
- Сильвина Окампо, писательница
- Эва Перон, жена президента Перона
- Пуэйрредон, Прилидиано, аргентинский живописец, скульптор, архитектор и инженер.
- Зенон Ролон, композитор.
- Карлос Сааведра Ламас, лауреат Нобелевской премии мира
- Маседонио Фернандес, писатель
- Хуан Баутиста Флейтас, политический и государственный деятель
- Оливерио Хирондо, поэт
- Хосе Эрнандес, поэт, журналист